# Gincla
Gincla é uma comuna francesa na região administrativa de Occitânia, no departamento de Aude. Estende-se por uma área de 7,65 km². Em 2010 a comuna tinha 47 habitantes (densidade: 6,1 hab./km²).